# ATSV Scharmbeckstotel
Der ATSV Scharmbeckstotel ist ein Sportverein aus dem Osterholz-Scharmbecker Ortsteil Scharmbeckstotel. Der Verein wurde im Jahre 1902 gegründet. Die Vereinsfarben sind schwarz und gelb.

## Geschichte
Im Jahre 1902 wurde der Verein Deutsche Turnerschaft Gut Heil gegründet. Sechs Jahre später folgte der Allgemeine Turnverein Jahn, der im Jahre 1911 zunächst aufgelöst und 1919 wiedergegründet wurde. Der Allgemeine Turnverein wurde nach der Machtübernahme der Nationalsozialisten im Jahre 1933 verboten. Am 14. Oktober 1945 wurde von Mitgliedern der beiden Vereine der heutige ATSV Scharmbeckstotel gegründet.

## Fußballabteilung

### Frauenfußball
Der wohl bisher größte Erfolg war der Aufstieg der 1. Frauenfußballmannschaft in die Niedersachsenliga. In der Saison 2009/10 wurde dort der erste Platz erreicht. In den Aufstiegsspielen zur Regionalliga Nord scheiterte die Mannschaft mit 0:3 an TSV Eintracht Immenbeck. Als niedersächsischer Pokalfinalist (4:6 im Elfmeterschießen gegen den BV Cloppenburg) qualifizierte sich der Verein für den DFB-Pokal 2010/11. Dort hieß der Gegner erneut BV Cloppenburg, dem der ATSV mit 1:3 vor heimischer Kulisse unterlag.

### Herrenfußball
Insgesamt beinhaltet der Herrenfußball vier Mannschaften, davon drei Herren- und eine Seniorenmannschaft. In der Saison 2009/10 erreichte man das Kreispokalfinale. Dort unterlag man dem FC Osterholz-Scharmbeck nach Elfmeterschießen.

### Jugendfußball
Im Nachwuchsbereich stellt der ATSV sechs Jungen- und vier Mädchenmannschaften.

## Andere Sportarten
Neben der Fußballabteilung bietet der ATSV die Sportarten Badminton, Handball, Faustball, Tischtennis, Senioren-Ballspiele, Aqua-Fitness, Herz-Kreislauf-Training, Nordic Walking, Psychomotorik, Qigong, Rückenfit-Training, Wirbelsäulengymnastik, Pilates, Aroha, Aerobic, Damen-Gymnastik, Kinderturnen, Er- & Sie-Turnen, Eltern-Kind-Turnen, Seniorenturnen, Step Aerobic, Trampolin, Judo und Leichtathletik an.